# San Vicente (Ecuador)
San Vicente ist eine Kleinstadt und eine Parroquia urbana („städtisches Kirchspiel“) im gleichnamigen Kanton der ecuadorianischen Provinz Manabí. San Vicente ist Sitz der Kantonsverwaltung. Die Parroquia besitzt eine Fläche von 323 km². Die Einwohnerzahl lag im Jahr 2010 bei 15.138. Davon lebten 9819 im urbanen Bereich von San Vicente.

## Lage
Die Stadt San Vicente liegt an der Mündung des Río Chone in den Pazifischen Ozean. Eine Brücke verbindet die Stadt mit dem am gegenüber liegenden Ufer gelegenen Bahía de Caráquez. Die Parroquia reicht 23 km ins Landesinnere. Der Río Briceño entwässert den zentralen Teil des Verwaltungsgebietes nach Westen und verläuft im Unterlauf entlang der Verwaltungsgrenze. Im Nordosten wird das Areal vom Río Mariano, ein linker Nebenfluss des Río Jama, begrenzt. Die Fernstraße E15 führt entlang der Küste nach Norden. Die E383A führt von San Vicente entlang dem nördlichen Flussufer des Río Chone  nach Osten zu der Stadt Chone.
Die Parroquia San Vicente grenzt im Norden an die Parroquia San Andrés de Canoa, im Nordosten an die Parroquia San Isidro (Kanton Sucre), im Osten an die Parroquias Boyacá und San Antonio (beide im Kanton Chone), im Südosten an die Parroquia Tosagua (Kanton Tosagua) sowie im Süden und im Südwesten an Bahía de Caráquez (Kanton Sucre).

## Geschichte
Der Kanton San Vicente wurde am 29. Mai 1907 gegründet. Am 16. November 1999 wurde der Kanton San Vicente eingerichtet und San Vicente als Parroquia urbana dessen Verwaltungssitz.